# مقاطعة وايتمان (واشنطن)
مقاطعة وايتمان (بالإنجليزية: Whitman County)‏ هي إحدى مقاطعات ولاية واشنطن في الولايات المتحدة الأمريكية.

## معرض صور

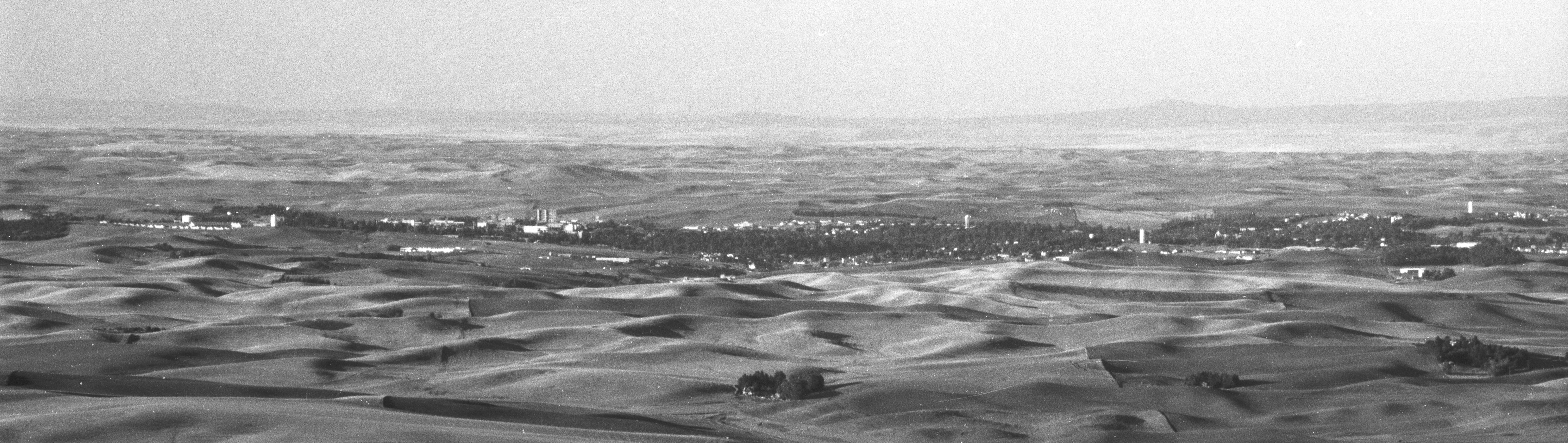
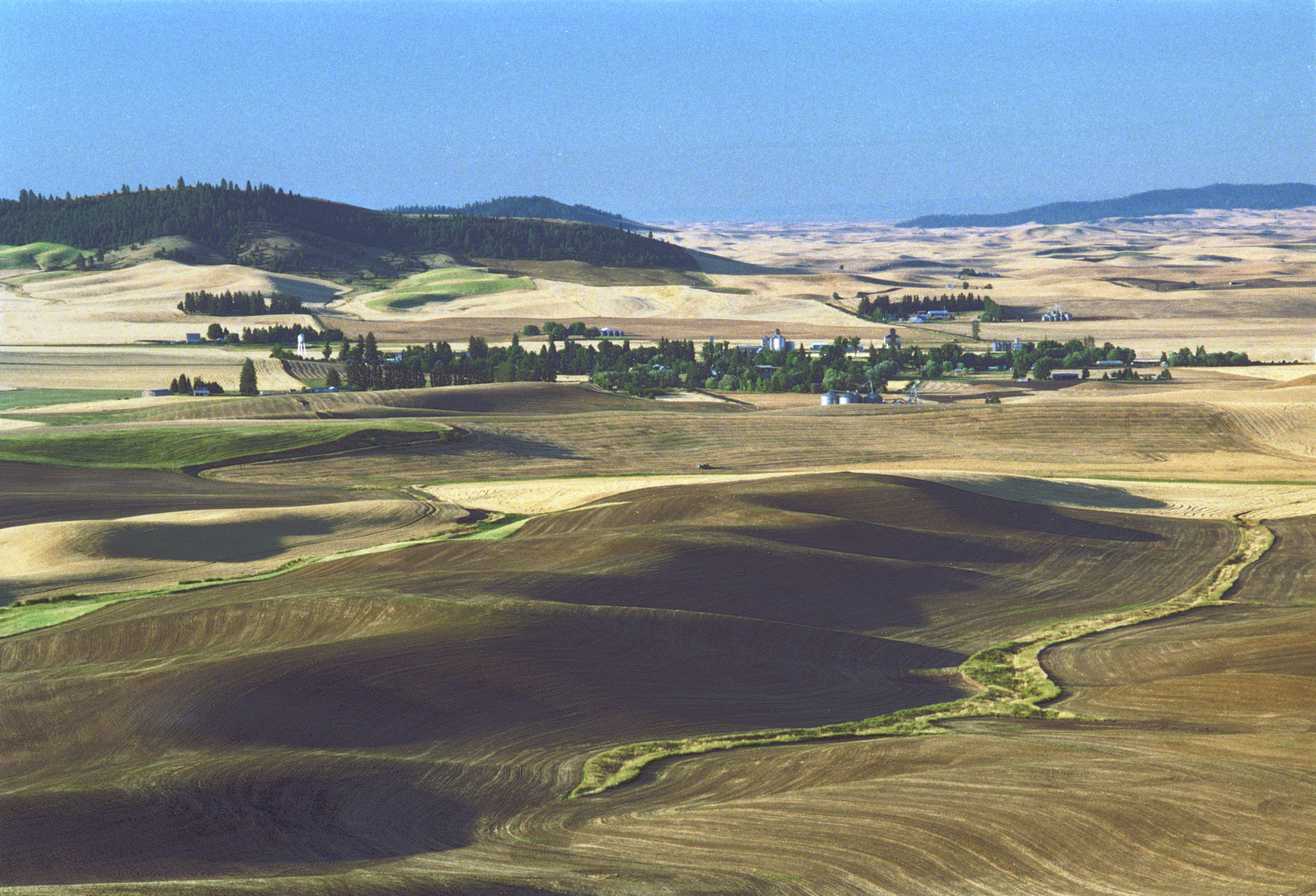
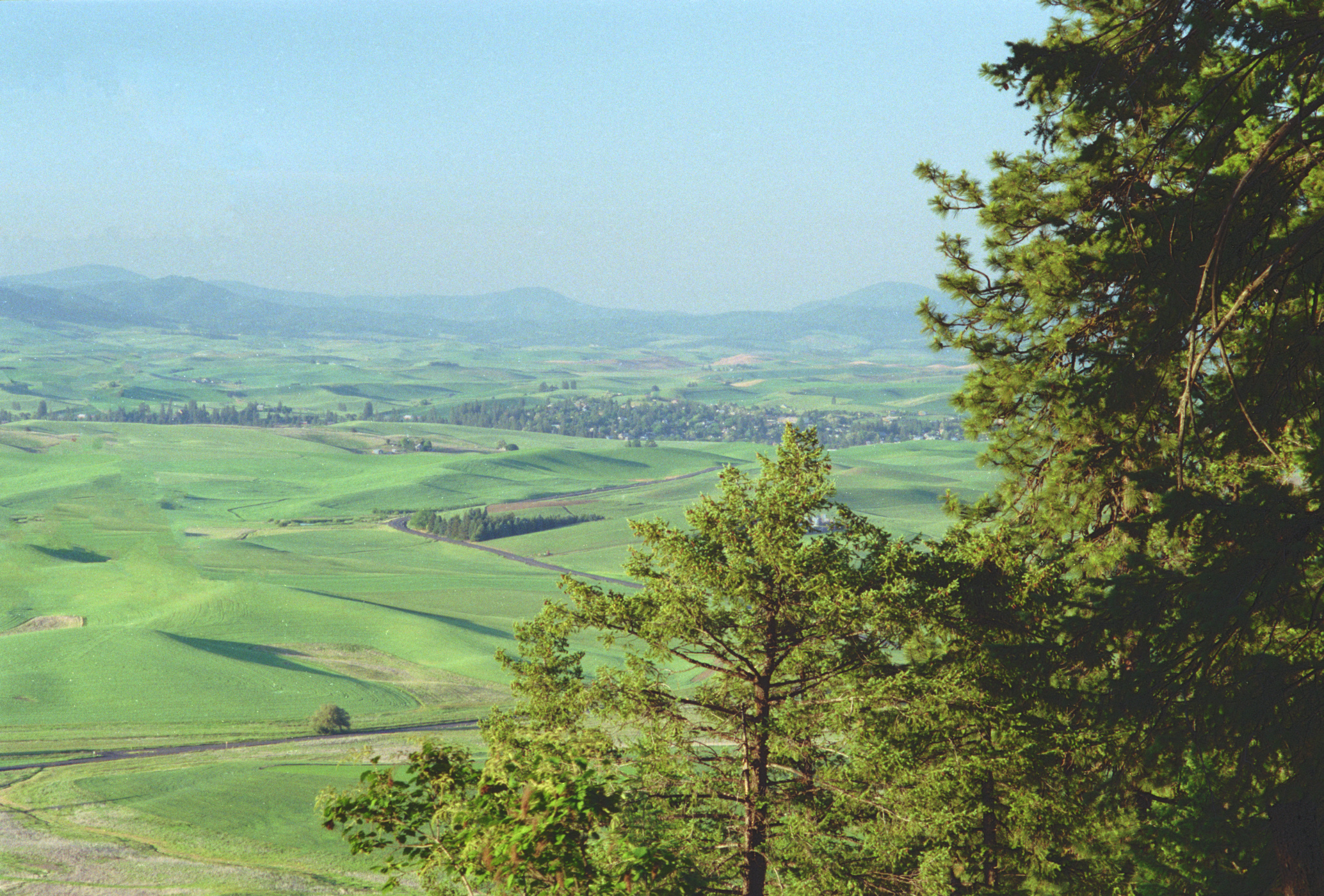
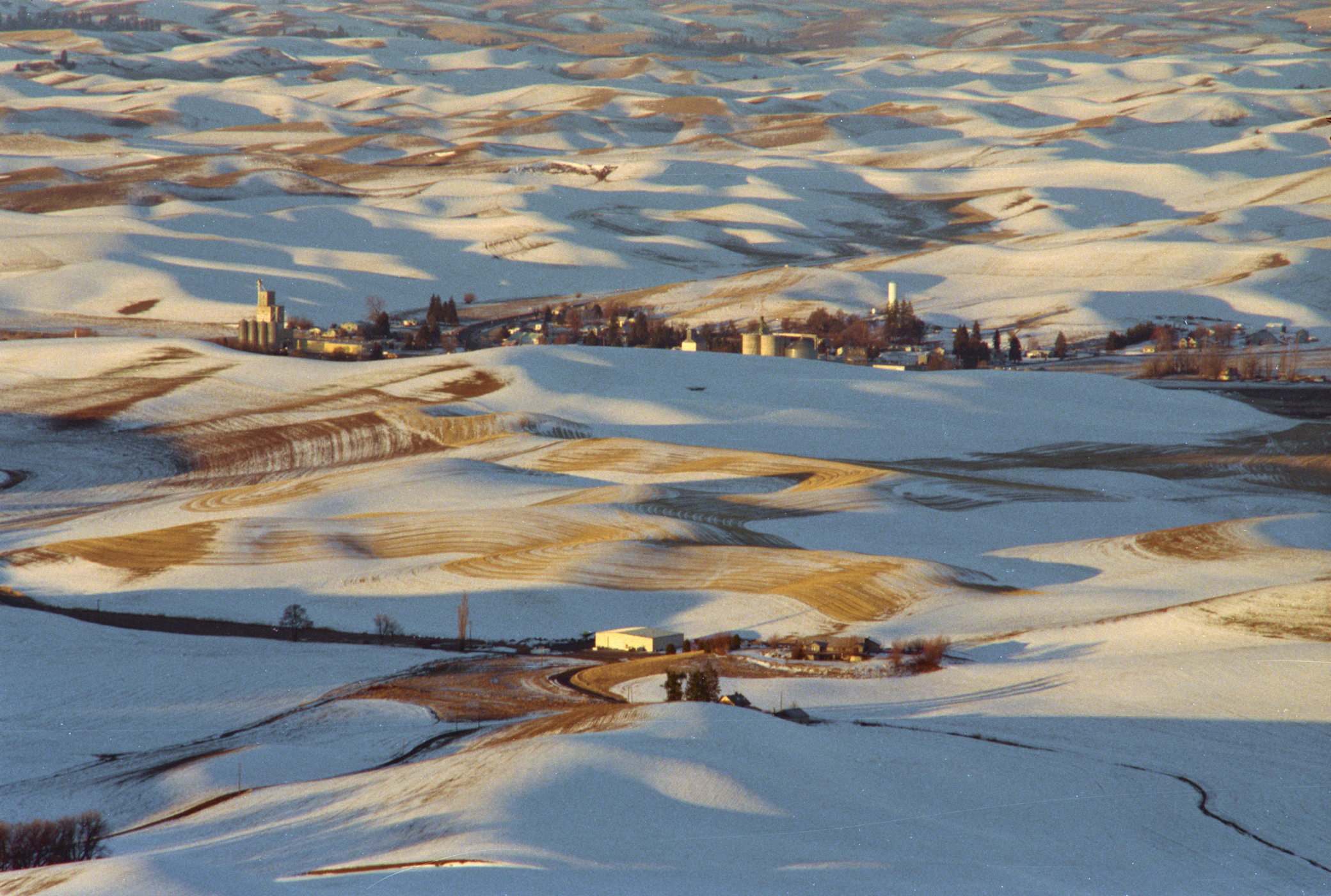
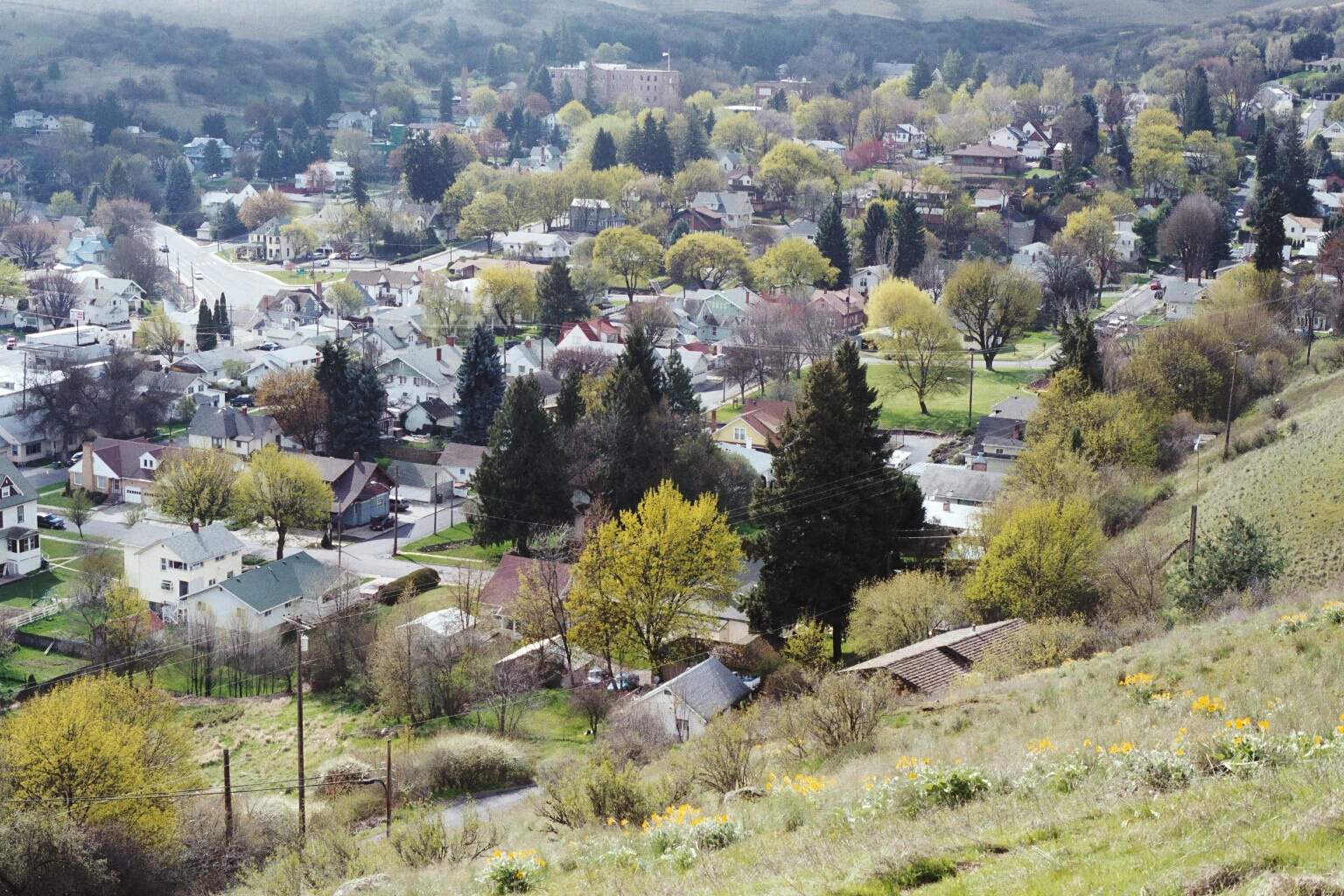

## أعلام
- دينسمور ألتر